# Kohl's
Kohl's Corporation est une entreprise américaine spécialisée dans la grande distribution.  

## Histoire
En 1946, Maxwell Kohl ouvre une épicerie puis un grand magasin en 1962.
En 1972, British American Tobacco investit dans la société.
En 1979, la famille Kohl quitte la société et Herbert Kohl se lance en politique.
En 1986, un groupe d'investisseurs achète la société à British American Tobacco et ouvre le capital en 1992.

## Activité
Au 2 février 2019, la commercialisation des produits est assurée au travers d'un réseau de 1 159 magasins implantés aux Etats-Unis et par le biais de l'Internet.

## Principaux actionnaires
Au 30 mai 2020.
| Capital Research & Management      | 19,2% |
| Capital Research & Management -WI- | 13,7% |
| The Vanguard Group                 | 11,6% |
| Putnam                             | 8,46% |
| SSgA Funds Management              | 5,52% |
| SunAmerica Asset Management        | 5,09% |
| T. Rowe Price Associates           | 4,94% |
| Dimensional Fund Advisors          | 3,79% |
| Fiduciary Management               | 3,66% |
| JPMorgan Investment Management     | 3,60% |